# Simone Fernando Sacconi
Simone Fernando Sacconi (Roma, 30 maggio 1895 – Point Lookout, 26 giugno 1973) è stato un liutaio italiano.
Fu un esperto e famoso liutaio che studiò Antonio Stradivari per tutta la vita. Negli anni trenta si trasferì negli Stati Uniti per essere assunto come restauratore nella ditta Hermann e dopo qualche anno nella società Wurlitzer di New York, nella sezione restauro, di cui anche curò l'archivio.

## Biografia
Figlio di un violinista, Gaspare Sacconi, fin da piccolo si interessò all'arte liutaria; iniziò a lavorare come garzone di bottega e apprendista presso il liutaio veneto, ma attivo a Roma, Giuseppe Rossi, dall'età di otto anni fino ai sedici, dopodiché frequentò l'Accademia di Belle Arti. Il primo violino Stradivari che ebbe modo di esaminare fu il "Berthier", quando fu portato dal violinista ungherese Ferenc Vecsey che lo possedeva. Rientrato a Roma dopo aver combattuto nella prima guerra mondiale, lavorò nella bottega del liutaio Giuseppe Fiorini portando a termine due violini iniziati dall'ormai vecchio maestro.
Nel 1925 sposò la cantante Teresita Pacini da cui ebbe un figlio. Grazie alla moglie, proveniente da una famiglia di musicisti, conobbe i maggiori violinisti e violoncellisti del XX secolo, che divennero suoi clienti ed intrattenne rapporti con grandi compositori quali Richard Strauss, Claude Debussy, Riccardo Zandonai, Ottorino Respighi, Alfredo Casella, Pietro Mascagni e Ildebrando Pizzetti. Tra i suoi clienti vi furono: Pablo Casals, Fritz Kreisler, George Enescu, Jascha Heifetz, Yehudi Elman, Gaspar Cassadó, Bronisław Huberman, Carl Flesch, Fritz Busch, Zino Francescatti, Emanuel Feuermann, Nathan Milstein, Gregor Piatigorsky, Efrem Zimbalist, Felix Salmond, Pierre Fournier, József Szigeti, Isaac Stern, Yehudi Menuhin, David Oistrach, Ruggero Ricci, Henryk Szeryng, Mstislav Rostropovich, William Primrose, Alma Rosé, Itzhak Perlman, Salvatore Accardo, Uto Ughi, Pinchas Zukerman e Jacqueline du Pré. A Cremona, dove negli ultimi anni della sua vita Sacconi si è recato ogni estate e dove nel 1972 ha scritto la sua opera fondamentale (I 'segreti' di Stradivari).

## Opere
- Simone Fernando Sacconi: I "segreti" di Stradivari, Libreria del Convegno, Cremona, 1972